# Radek Procházka
Radek Procházka (* 6. ledna 1978, Prostějov) je bývalý český hokejový útočník. V Extralize prošel několika kluby. Působil v Olomouci, Vítkovicích, Znojmě a Karlových Varech. V roce 2009 přestoupil do Komety Brno. Po angažmá v Polsku ukončil kariéru po sezóně 2013/14 za HC Zubr Přerov, toho času třetiligový klub.

## Hráčská kariéra
- 1994-95 HC Olomouc - dor. (E)
- 1995-96 HC Olomouc - jun. (E)

HC Olomouc (E)
- 1996-97 HC Olomouc - jun. (E)

HC Olomouc (E)
- 1997-98 HC Karlovy Vary (E)
- 1998-99 HC Karlovy Vary (E)
- 1999-00 HC Energie Karlovy Vary (E)
- 2000-01 HC Energie Karlovy Vary (E)
- 2001-02 Havířovská hokejová společnost (E)
- 2002-03 HC Keramika Plzeň (E)

Havířovská hokejová společnost (E)
HC Berounští Medvědi (1. liga)
- 2003-04 Vsetínská hokejová (E)

HC Prostějov (1. liga)
- 2004-05 HC Vítkovice Steel (E)

HC Sareza Ostrava (1. liga)
- 2005-06 HC Vítkovice Steel (E)
- 2006-07 HC Vítkovice Steel (E)
- 2007-08 HC Znojemští Orli (E)

HC Olomouc (1. liga)
- 2008-09 HC Znojemští Orli (E)

HC Olomouc (1. liga)
- 2009-10 HC Kometa Brno (E)
- 2010-11 HC Kometa Brno (E)
- 2011-12 Aksam Unia Oświęcim (Polsko)

- Celkem v Extralize: 497 zápasů, 65 gólů, 115 přihrávek, 180 bodů a 138 trestných minut. (ke konci sezony 2008/2009).[1]